# Artis (Amsterdam)

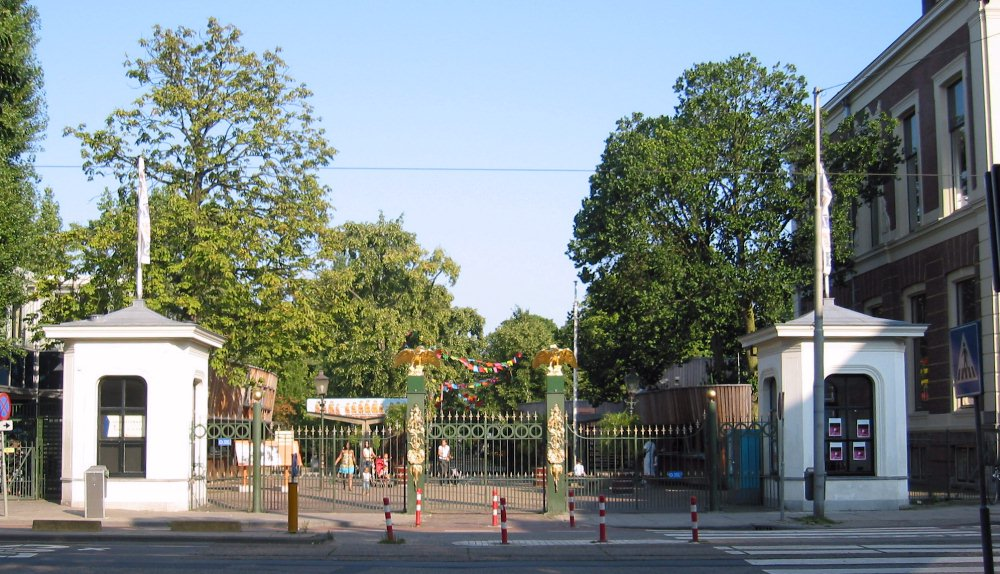
Amsterdam: Ingresso al Koninklijk Zoölogisch Genootschap Natura Artis Magistra, comunemente detto “Artis”

Artis è il nome con cui è comunemente noto il Koninklijk Zoölogisch Genootschap Natura Artis Magistra, vale a dire il più antico giardino zoologico dei Paesi Bassi, che ha sede ad Amsterdam dal 1º maggio 1838. Si tratta anche del primo progetto di un'area verde nella capitale olandese.
Il complesso prende il nome dall'associazione Natura Artis Magistra (= “La natura è maestra dell'arte”), dai cui membri Gerardus Frederik Westerman (1807 - 1890, presidente dell'associazione), Johann Wilhelm Heinrich Werlemann (1807 - 1877) e Johannes Wilhelmus Wijsmuller (1806 - 1882), da cui è stato fondato.
L’Artis accoglie mediamente un milione di visitatori l'anno.

## Localizzazione
L’Artis si trova nella zona detta Plantage, nella parte orientale della città di Amsterdam: il suo perimetro è racchiuso dalla Plantage Doklaan a nord, dal Plantage Muidergracht ad est, dalla Plantage Middenlaan e sud e dalla Plantage Kerklaan ad ovest.

## Caratteristiche

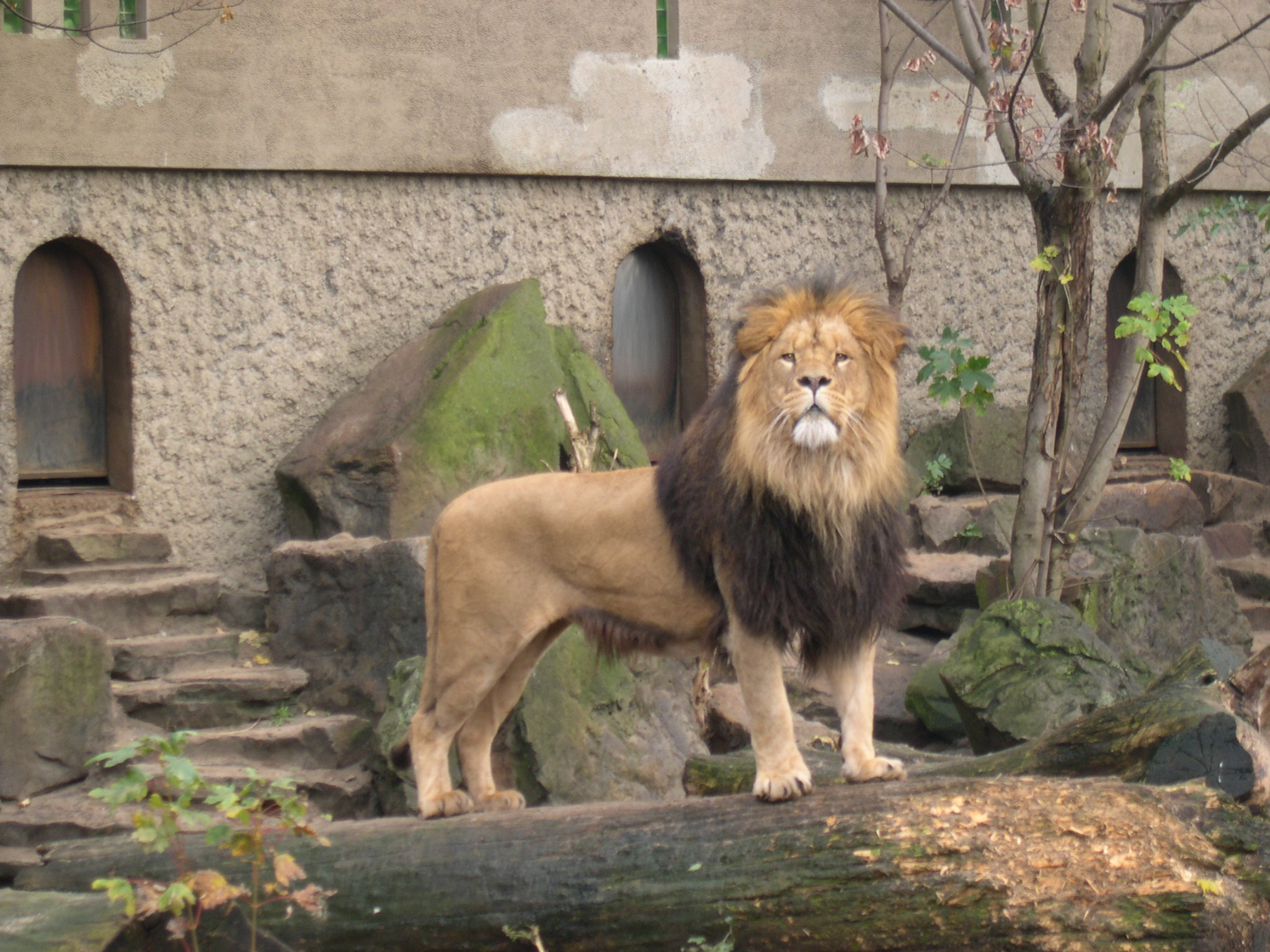
Artis: Un leone nella terrazza “Kerbert”

L’Artis ha una superficie di 14 ettari ed è suddiviso in vari settori: oltre all'ampio giardino zoologico, vi si trova un Aquarium (aperto nel 1882 e secondo al mondo per grandezza, dopo quello di Berlino
), l’Anfibiarium, il Planetarium, il Zoölogisch Museum, il Geologisch Museum, un museo entomologico, e tre serre esotiche.

Vi si trova inoltre un ristorante, ospitato nell'edificio De twee cheetahs.
Complessivamente, la struttura ospita ca. 8.200 animali, di 786 specie diverse.